# Varroa
Varroa je rod nametnika, grinja koja napada medonosne pčele. Danas u 21 stoljeću varroa kao nametnik i varoza kao bolest postaju jedan od najvećih svjetskih problema u pčelarstvu. Grinja Varroa ako se ne tretira pčelinja zajednica preventivno, pravovremeno i adekvatnim sredstvima sposobna je zbog brzog razmnožavanja uništiti pčelinju zajednicu. To je problem kojeg danas ne može izbjeći ni jedan pčelar. Varroa kao nametnik pokazala je sposobnost stvaranja otpornosti na sredstva koja su se koristila u počecima. Pojedina su sredstva pokazala osim toga nedozvoljene i štetne ostatke u medu. 
Tijekom godina varroa se sve više proučavala pa su otkrivene i neke alternativne metode lječenja i tretmana koji uključuju primjenu prirodnih i biotehničkih metoda suzbijanja i lječenja. Naravno ne postoji ni jedan univerzalan i pouzdan tretman. Od brojnih procedura pčelar mora svaku prilagoditi sebi i svom načinu pčelarenja.  
Razlikujemo sljedeće vrste varroe:
- Varroa destructor - opasnija vrsta rasprostranjena po gotovo cijelom svijetu koja napada Azijsku vrstu pčela - Apis cerana i Apis mellifera - Europsku medonosni pčelu
- Varroa jacobsoni - manje opasna grinja koja napada Azijsku medonosnu pčelu (Apis cerana)

Varroza je bolest poklopljenog legla - većinom trutovskog i odraslih pčela uzrokovana grinjom varroe. Lječenje varroze složen je posao koji zahtjeva educiranog i odgovornog pčelara. Iako su te dvije varroe jacobsoni i destructor različitih populacija na pogled gotovo jednake njihovo se parazitsko ponašanje na europskoj medonosnoj pčeli (Apis mellifera) uvelike razlikuje. Tretman protiv varroe ne smije ostaviti tragove u pčelinjim proizvodima. Pčelar treba imati u vidu da svaki tretman koji utječe na varrou djeluje više ili manje na pčele. Pčela neke tretmane preživi isključivo zahvaljujući činjenici da je veća i otpornija od sićušne grinje nametnika koji ju urožava, ali pojedini tretmani negativno utječu na ionako kratak životni vijek pčele. Kako samo zdrava i jaka pčelinja zajednica pčelaru može osigurati dobru pčelarsku sezonu, svaki pčelar zna da je tretman u borbi protiv ove grinje nužan i da mora biti u skladu s dosadašnjim stečenim iskustvima. Neka sredstva ako ih se primjenjuje na pogrešan način negativno utječu na pčelinju maticu, neka se ne smiju koristiti kad ima legla dok neka ne koristimo za vrijeme medonosnih paša. 

## Simptomi bolesti
Promjene kod pčela vidljive su tek kad se grinja razmnoži u većoj količini i kada je napadnut veći broj pčela. Pčele se uznemireno kreću po košnici, vrte se u krug, izlaze na leto košnice, pa i ugibaju ispred same košnice.

## Dijagnoza i suzbijanje
Dijagnoza se vrši u zimsko vrijeme u siječnju ili veljači podmetanjem čiste podloge na podnicu košnice koja se umeće dan ranije a vadi se prije eventualnog pročisnog izleta idućeg dana. U slučaju zaraze na otpalim mrtvim pčelama se lako uočavaju uginule grinje varroe. 

### Suzbijanje u vrijeme bezpašnog razdoblja
U vrijeme aktivnog razdoblja kontrolira se prirodnim padom varroe na podnicu i tretiranjima. Tretiranja sredstvima ne vrše se za vrijeme medonosnih paša kad upotreba sredstava nije dozvoljena ali ni potrebna ako se pčelar pridržava svih preventivnih normi izvan pašnog razdoblja.

### Suzbijanje u vrijeme pašnog razdoblja
Ako je potrebno netom prije ili za vrijeme pašnog razdoblja u košnicu se umeću okviri građevnjaci u kojima će pčele raditi uglavnom trutovsko saće.

### Suzbijanje jake najezde varoe
Kod slučajeva jake najezde varroe KarThymoGel jednostavno i brzo kontrolirano suzbijanje Varoe Jacobsoni kod kranjskih pčela (Apis mellifera carnica) možemo primijeniti bilo kad i u proljeće kod temperatura iznad 16°C s 2 tretmana 100 grama proizvoda prvi i drugi u trajanju od 10 dana.

## Poveznice
- Pčelarstvo
- Ekopčelarstvo
- Pčela

## Vanjske poveznice
- Pčelarstvo.hr - pčelarstvo on-line